# Il ritorno di Palma d'Acciaio
Il ritorno di Palma d'Acciaio è un film di arti marziali hongkongese del 1977, diretto da Iksan Lahardi e Tso-nam Lee. Il film fa parte del filone della Bruceploitation ed è un seguito non autorizzato del film del 1972 Dalla Cina con furore con Bruce Lee nel ruolo del protagonista, Chen Zhen.

## Sinossi
Dopo l'esecuzione di Chen Zhen a Shangai, i giapponesi temevano che la sua morte avrebbe unito tutti gli studenti cinesi di kung fu contro di loro. Temendo ciò, i giapponesi diedero l'ordine al capo della scuola Hong Ku, Miyamoto, di sopprimere tutte le scuole cinesi, inclusa la scuola Ching Wu. Miyamoto manda i giapponesi insieme al loro interprete alla scuola Ching Wu, ordinando al leader e agli studenti di lasciare la scuola. Quando si rifiutano, i giapponesi picchiano gli studenti e distruggono la scuola. Nel frattempo, un uomo cinese viene a sapere della distruzione della scuola Ching Wu quando si reca a Shanghai per visitare la tomba di Chen Zhen: è l'unico ad avere il coraggio di combattere i giapponesi. Il suo nome è Chen Shan, è il fratello di Chen Zhen e giura di vendicare la morte di suo fratello e porre fine al terrore dei giapponesi una volta per tutte.

## Accoglienza
La battaglia finale tra Chen Shan e Miyamoto è generalmente considerata deludente rispetto alle altre battaglie presenti nel film, in quanto lenta e lunga. Il ritorno di Palma d'Acciaio è generalmente considerato uno dei migliori film di Bruce Li. Non è stato accolto come il film originale di Lee, ma è considerato migliore di New Fist of Fury, seguito ufficiale di Dalla Cina con furore, firmato da Lo Wei con Jackie Chan come attore protagonista.
Nel 2001, Carl Jones della fanzine di Bruce Lee Exit the Dragon, Enter the Tiger ha parlato positivamente del film: "Le abilità marziali di Li sono al top della forma qui e i suoi combattimenti sono ben coreografati dal veterano Tommy Lee. Il duello finale con Miyamoto è ben organizzato e si svolge alla scuola Ching Wu. Tutto sommato un degno sequel di un grande classico del Kung Fu".
Ne parla positivamente anche Dean Medows, che ha scritto nel suo saggio in tre parti sulla Bruceploitation su Impact Magazine: "Fist of Fury 2 è un film che è ancora considerato uno dei migliori esempi del cinema d'exploitation di Bruce Lee. Con abilità nelle arti marziali in costante miglioramento, compreso il suo precedente uso limitato del nunchaku, Li era ora saldamente affermato come il pioniere della Bruceploitation."

## Curiosità
- Bruce Li sostenne che tra tutti i suoi film, Il ritorno di Palma d'Acciaio era uno degli unici tre che gli sono davvero piaciuti.
- C'è un certo dibattito su quando questo film è stato rilasciato: IMDb indica il 1977 come anno d'uscita, ma la data di uscita a Hong Kong è il 5 aprile 1979 (che è anche l'anno indicato dall'Hong Kong Movie Database). Alcuni siti web affermano che il film risale addirittura al 1976.
  - Inoltre, IMDb attribuisce la regia a Iksan Lahardi e Tso-nam Lee, mentre l'Hong Kong Movie Database la attribuisce a Siu Fung e altri siti web la attribuiscono a Jimmy Shaw.
- La parte di Nora Miao in Dalla Cina con furore è interpretata in questo film da una donna diversa (l'unica nel film) il cui viso è nascosto da un cappuccio. Si è suicidata verso l'inizio del film.
  - Mentre gli attori veterani del film originale Nora Miao e Han Ying-chieh hanno recitato nel sequel ufficiale del 1976 Fist of Fury (con la prima che interpretava lo stesso personaggio, mentre Han ne interpretava uno nuovo), gli attori Tien Feng e Li Kun hanno ripreso i loro ruoli per questo film.
- Il set della scuola Ching Wu visto nel film originale è stato ricreato per questo film e risulta essere molto simile all'originale.
- In alcune versioni di Il ritorno di Palma d'Acciaio, c'è un momento in cui in un'inquadratura Chen Shan prende in mano un paio di nunchaku dalle mani di uno studente della scuola Ching Wu, mentre nelle inquadrature seguenti scompare misteriosamente: ciò è dovuto ad una censura sulle scene di lotta con i nunchaku imposta nel Regno Unito; a quanto pare, il montaggio britannico della pellicola è stato la fonte per i DVD statunitensi, mentre alcuni nastri inglesi sono stati rilasciati privi di censure. Ironicamente, una delle foto pubblicitarie più famose del film vede Bruce Li proprio con i nunchaku in mano.
- A causa del fatto che Jie quan ying zhao gong è stato rilasciato negli Stati Uniti da Video Gems con il titolo Fist of Fury II, c'è stata una frequente confusione su quale film sia davvero il primo sequel dell'originale. Tuttavia, i dubbi sfumano grazie al titolo cinese di questa pellicola, che si traduce come Sequel di Jing Wu Men.

## Seguito
Nel 1979 è uscito un seguito del film, intitolato Jie quan ying zhao gong.